# Fort Cedar Lake (schip, 1942)
De Fort Cedar Lake was een Brits stoomvrachtschip (North Sands) van 7.134 ton, dat in de Tweede Wereldoorlog door een Duitse onderzeeboot tot zinken is gebracht.

## Geschiedenis
Ze kwam in december 1942 gereed van de scheepswerf van North Vancouver Ship Repairs Ltd, North Vancouver. De eigenaar was SS Co. Londen met daar ook haar thuishaven. Na haar tewaterlating in december 1942 voor het U.S. War Shipping Administration (WSA), werd ze uitgeleend en verhuurd als charterschip aan het Britse Ministerie van Oorlog (British Ministery of War) (MoWT).

## De laatste reis
Ze had een bemanning van 50 man en had een algemene lading als vracht. Haar reisroute begon vanuit Vancouver – Panama – New York, op 5 maart 1943 vertrokken met konvooi SC-122, naar Belfast Lough.
De  Fort Cedar Lake zou mede een van de vele verloren gegane schepen worden in de konvooislag SC-122, want omstreeks 03.05 uur op 17 maart 1943 vuurde de U-338, onder bevel van Manfred Kinzel een spreidschot van twee torpedo's, richting konvooi SC-122, die op dat ogenblik ten zuidoosten van Kaap Vaarwel voer. Kinzel dacht dat hij één schip had geraakt, maar in feite werden de Kingsbury in konvooicolonnepost 51 en de King Gruffydd in colonnepost 52 bijna tegelijkertijd geraakt en gingen even later zinken door de fatale torpedotreffers. Om 03.06 u  werd een tweede spreidschot gelanceerd van twee torpedo's. Een van de torpedo's raakte het Nederlandse vrachtschip SS Alderamin in colonnepost 61, die later in positie 51°30’ N. en 34°55’ W. voorgoed naar onder ging. Omstreeks 03.07 uur werd een stern- of hektorpedo weggeschoten, die het voorziene doel, SS Alderamin echter miste, maar wel de Fort Cedar Lake die in colonnepost 124 liep, ernstig beschadigde. Het Britse vrachtschip verloor haar snelheid zodat de andere konvooischepen haar voorbij voeren.
De Fort Cedar Lake, met kapitein Charles Lloyde Collings als gezagvoerder, werd op haar maidentrip al gevaarlijk geraakt en viel terug achteraan het konvooi. Ze werd nogmaals geraakt, deze keer  door de torpedo's van de U-665 van Hans-Jürgen Haupt. De Fort Cedar Lake zonk voorgoed naar de oceaanbodem omstreeks 11.57 uur 's middags in positie 52°14’ N. en 32°15’ W. Gelukkig kregen de voltallige bemanningsleden tijd om het zinkende schip te ontruimen.
Kapitein Collings, 42 bemanningsleden en zeven artilleristen werden opgepikt door het Britse reddingsschip Zamalek, met Owen Charles Morris DSO als bevelhebber. De bemanning van de Fort Ceder Lake werd op 22 maart in Gourock, Schotland aan land gezet.